# Olidiana cupraria
Olidiana cupraria är en insektsart som beskrevs av Walker 1857. Olidiana cupraria ingår i släktet Olidiana och familjen dvärgstritar. Inga underarter finns listade i Catalogue of Life.